# Junky
Junky（ジャンキー、1月19日 - ）は、日本のソングライター、ボカロP。

## 概要
2009年にデビュー。鏡音リンや初音ミクを使ったVOCALOID楽曲をニコニコ動画やYouTubeに投稿している。
代表作は『メランコリック』『Happy Halloween』『ライフライン』など。

## ディスコグラフィ
|   | タイトル                                               | 規格形態 | 発売日         | 規格品番   |
| - | ------------------------------------------------------ | -------- | -------------- | ---------- |
| 1 | Quarter                                                | CD       | 2010年11月14日 |            |
| 2 | LAPIS（Junky ∞ ちょうちょ名義）                        | CD       | 2011年8月4日   | DGSA-10015 |
| 2 | Rink ～Junky×鏡音リン THE BEST～（Junky×鏡音リン名義） | CD       | 2012年4月25日  | DGSA-10038 |

## 提供作品
- 『Re:ステージ!』
  - Dear マイフレンド / 歌 - オルタンシア

- 『Tokyo 7th シスターズ』
  - ワタシ・愛・forU!! / 歌 - 4U（佐伯ヒナ、鰐淵エモコ、九条ウメ）

- 『天晴れ!原宿』
  - APPARE! WORLD  7.幽玄テリトリー

- 『三森すずこ』
  - holiday mode  2.退屈リダクション

- 『未確認で進行形』 
  - とまどい→レシピ  1.とまどい→レシピ  2.放課後ばけーしょん
  - まっしろわーるど  1.まっしろわーるど  2.ぜんたい的にセンセーション

- 『えとたま』
  - リトライ☆ランデヴー / 歌 - にゃ～たん（村川梨衣）
  - ソルラルくれにゃ! / 歌 - エトリオール（村川梨衣、松井恵理子、花守ゆみり）

- 『先輩がうざい後輩の話』 
  - アノーイング！さんさんウィーク！  1. アノーイング！さんさんウィーク！  2. アイドルソングうたってみた

- 『ホロライブ』
  - #あくあ色ぱれっと / 歌 - 湊あくあ
  - きみいろプリンセス / 歌 - 湊あくあ
  - 愛昧ショコラーテ / 歌 - 角巻わため
  - mayday、mayday / 歌 - 角巻わため
  - Revival / 歌 - 角巻わため
  - ChocoLove / 歌 - 癒月ちょこ
  - かぷっとNight☆Sky / 歌 - 夜空メル
  - Q&A=E /歌 -アイラニ・イオフィフティーン
- 『小倉唯』
  - Tarte　11.CiaoCiao Afternoon
- 『プロジェクトセカイ カラフルステージ! feat. 初音ミク』
  - アイノマテリアル / 歌 - MORE MORE JUMP!
  - MOTTO!!!  / 歌 - MORE MORE JUMP!
- 『しぐれうい』
  - まだ雨はやまない　11.rainy lady
- 『花園セレナ』
  - Chu me ♡ Chu me
- 『P丸様。』
  - ラブホリック　2.恋愛耐性値
- 『柊優花』
  - Ms.Dummy
- 『すたぽら』
  - 星空ワンダーパレード　1.RESTARTED
- 『音琴かなみ』
  - トナリティーLOVE
  - おんりーわん！
- 『織姫星』
  - わがままらぶちゅ
- 『いれいす』
  - Everlasting Days　8.背伸び
- 『りうら』
  - 臥竜鳳雛　2.CHANGER
- 『浦島坂田船』
  - Plusss　3.SUNNY